# Dwór w Węgrach
Dwór w Węgrach – zabytkowy dwór we wsi Węgry (województwo dolnośląskie).
Obiekt wybudowany w około 1850 r.